# 페테르스다이커
페테르스다이커 (Cephalophus callipygus)는 가봉과 적도 기니, 카메룬 남부, 콩고 공화국 북부 지역에서 발견되는 작은 영양의 일종이다. 몸무게는 평균적으로 18kg, 어깨 높이는 50cm 정도이다. 몸은 회갈색이다. 열대 우림 산지의 울창한 하층에서 서식한다. 전체 개체수는 38만여 마리로 추정하고 있으며, 감소 추세에 있다.